# Transito di Giove dai pianeti esterni
Un transito di Giove dai pianeti esterni avviene quando il pianeta Giove passa tra il Sole e uno dei 3 pianeti più esterni: Saturno, Urano e Nettuno.
Durante il transito Giove oscura una piccola porzione del disco solare ad un ipotetico osservatore su un pianeta esterno e appare come un piccolo disco nero che si muove sulla superficie del Sole.
Anche alcuni dei satelliti naturali di Giove potrebbero essere visti transitare, tuttavia il loro diametro angolare sarebbe al massimo di 1" se visti da Saturno, e ancora meno da Urano o Nettuno.

## Transito di Giove da Saturno
| Transiti di Giove da Saturno | Transiti di Giove da Saturno |
| ---------------------------- | ---------------------------- |
| 16 settembre 86 a.C.         |                              |
| 14 maggio 1226               | vicino al bordo              |
| 29 ottobre 3728              | vicino al bordo              |
| 13 aprile 6687               | vicino al bordo              |
| 17 marzo 7541                |                              |
| Transiti di Giove da Urano   |                              |
| 6 luglio 1706                | vicino al bordo              |
| 11 maggio 1789               |                              |
| 3 maggio 1914                |                              |
| 24 ottobre 2714              |                              |
| 11 settembre 2922            |                              |
| Transiti di Giove da Nettuno |                              |
| 30 aprile 1613               | vicino al bordo              |
| 8 agosto 2188                |                              |
| 6 ottobre 2354               |                              |

Il transito più interessante da osservare sarebbe quello da Saturno. L'ultimo è stato nel 1226 e il prossimo nel 3728, in entrambi i casi si tratta di transiti rasenti al bordo del Sole e, inoltre, il centro di Giove non appare transitare sul Sole ad un osservatore al centro di Saturno. L'ultima volta che il centro di Giove ha transitato sul Sole è stata nell'86 a.C., la prossima sarà nel 7541.
Durante il transito completo Giove oscurerebbe dal 5 al 6% della superficie del Sole, più di qualsiasi altro transito tra due pianeti nel sistema solare.
Il periodo sinodico Giove-Saturno è di 19,85887 anni (7253,45 giorni). L'inclinazione reciproca delle loro orbite è 1,25°.

## Transito di Giove da Urano
Il periodo sinodico Giove-Urano è 13,81195 anni (5044,81 giorni).
L'inclinazione reciproca delle loro orbite è 0,70°.

## Transito di Giove da Nettuno
Il periodo sinodico Giove-Nettuno è 12,78219 anni (4668,69 giorni).
L'inclinazione reciproca delle loro orbite è 0,94°.